# 피초페라토
피초페라토(이탈리아어: Pizzoferrato)는 이탈리아 아브루초주 키에티도에 있는 코무네이다.

## 역사
피초페라토는 중세에 설립되었다. 고도가 높은 유리한 지점은 산적으로부터 이 지역을 보호하는 데 도움이 되었다. 문서가 거의 남아 있지 않아 마을의 역사가 많이 소실되었다. 세인트 니콜라와 마돈나 델 지로네(Madonna del Girone)의 교회와 요새는 10세기로 거슬러 올라간다.